# Chelonarium montanum
Chelonarium montanum is een keversoort uit de familie Chelonariidae. De wetenschappelijke naam van de soort is voor het eerst geldig gepubliceerd in 1914 door Wickham.